# Atmospheric Doom
Atmospheric Doom, gelegentlich auch Ethereal Doom, ist ein oft Funeral Doom und Gothic Metal zugerechnetes Musiksubgenre des Doom Metal, das in den 1990er Jahren aus dem Death Doom hervorgegangen ist.

## Geschichte
Aus der Entstehung und Entwicklung von Gothic Metal und Funeral Doom entstand in der zweiten Hälfte der 1990er der Atmospheric Doom als Substil des Death Doom. Als wegweisende und häufig imitierte Blaupause für den Stil erwies sich das Debüt der norwegischen Band The 3rd and the Mortal Tears Laid in Earth und die vorausgegangene EP Sorrow aus den Jahren 1993 und 1994.
Im Jahr darauf setzte sich mit der spanischen Gruppe Elbereth, die ihr einziges Album …And Other Reasons veröffentlichte, den italienischen Ras Algethi mit dem Debüt Oneiricon – The White Hypnotic und Wisdom Flows von der finnischen Band Decoryah die Tendenz zur Vermengung von Neoklassik und Death Doom fort. Mit Interpreten wie den österreichischen Estatic Fear mit dem Debüt Somnium Obmutum aus dem Jahr 1996 und den australischen Chalice 1998 mit Chronicles of Dysphoria, emanzipierte sich die Spielweise in der zweiten Hälfte der 1990er Jahre dann zunehmend als ein eigenständiger Crossover von Neoklassik und Death Doom.
Veröffentlichungen von Interpreten wie Avrigus (2000: The Secret Kingdom), Pantheist (2003: O Solitude), Fallen (2004: A Tragedy’s Bitter End), Skumring (2005: De Glemte Tider ), Grey November (2008: D’automne), AstorVoltaires (2010: Katan Nagantü), Omit (2011: Repose), Ixion (2011: To the Void), Cult of Herodias (2012: Dance of the Seven Veils), Penuria (2015: Vulnerant Omnes, Última Necat), The Howling Void (2016: The Triumph of Ruin), Mourning Sun (2016: Último Exhalario), Vanha (2018: Within the Mist of Sorrow), und den populären Lethian Dreams (2016: Red Silence Lodge), Trees of Eternity (2016: Hour of the Nightingale), Collapse of Light (2018: Each Failing Stars), The Answer Lies in the Black Void (2021: Forlorn) und Arð (2022: Take My Bones Away) galten als beständige Fortführung des zunehmend als eigenes Genre wahrgenommenen Stils. Trotz des über Jahrzehnte währenden Bestands erlangte das Genre dabei insgesamt keine Popularität und blieb ein Nischenphänomen im Doom-Metal-Spektrum.

## Musikalische Einordnung
Die Interpreten des Genres griffen instrumentale Ideen des Funeral Doom auf und ergänzten diese um Facetten der Neoklassik, dabei entstand eine ruhige, träumerische und elegische Spielform des Doom Metal, die Parallelen zum Gothic Metal aufwies. Die konzeptionelle Ausrichtung erweiterten einige der nach der Jahrtausendwende nachkommenden Interpreten wie Lethian Dreams, AstorVoltaires  oder Eirð und griffen erweiternd auf Ideen des Ethereal, Ambient, Shoegazing, Post-Rock und des Funeral Doom zurück, die dem kontemplativen Charakter der Musik entsprachen.

„Many compositions include calm (sometimes folk-inspired) passages with e.g. acoustic/clean guitars, keyboards and other atmospheric elements. Clean vocals are predominant in most cases.“

„Viele Kompositionen beinhalten ruhige (manchmal folkloristisch inspirierte) Passagen mit z.B. akustischem/sauberem Gitarrenspiel, Keyboard und weiteren atmosphärische Elemente. Klarer Gesang ist in den meisten Fällen gegeben.“

Obschon die Musik im Heavy Metal verwurzelt ist, ist es die „vielleicht einzige Variante von Doom Metal, die nicht offen auf Härte setzt.“ Musikalisch „softer und verträumter“ als bei anderen Spielformen des Doom Metal, werden meist schwelgende weibliche Gesangsstimmen und raumfüllende Keyboardarrangements und weitere Instrumente, die nicht dem Metal-Stereotyp zugehören, verwendet. Im Gegensatz zu Symphonic- oder Gothic-Metal klingt die Musik des Genres nicht generell dramatisch, optimistisch oder bombastisch. Dennoch sind die Überschneidungen zum Gothic Metal, unter anderem bei Grey November und Vanha, und Funeral Doom, wie bei Fallen und Penuria, derart häufig, dass das Genre als heterogen und nicht klar abzugrenzen gilt.
Interpreten wie Eirð, Mare Infinitum, Fallen, Omit oder Lethian Dreams nutzen seither klaren, oft ätherisch oder sakral anmutendem, Gesang und ausladende ätherische, mittelalterlich oder folkloristisch anmutende Klangflächen zu ruhigem Riffing. Den ätherischen Elementen gegenüberstehend wird so ein dem Gothic Metal und Funeral Doom entlehntes besonders langsames und stark verzerrtes Gitarrenspiel genutzt.
Obwohl Frauengesang im Atmospheric Doom dominiert, sind auch Gruppen mit Sängern wie Arð, AstorVoltaires, The Howling Void, Penuria, Thaddaeus, Lights of Vimana und Fallen Teil des Mikro-Genres. Selten wird der typisch ätherische Gesang wie unter anderem bei Collapse of Light mit einem sanften Growling kontrastierend kombiniert.